# Częstotliwość napięcia

Parametry napięcia w różnych krajach

Częstotliwość napięcia – wielkość opisująca częstotliwość przebiegu podstawowego napięcia przemiennego. Jest równa liczbie okresów przebiegu napięcia przypadających na sekundę. 
Częstotliwość napięcia w sieci elektroenergetycznej w Europie wynosi 50 Hz, w Amerykach w większości 60 Hz (wyjątkami są Argentyna, Boliwia, Chile, Paragwaj i Urugwaj, gdzie jest 50 Hz).
Interesującym przypadkiem jest Japonia, która w części zachodniej używa 60 Hz, a w części wschodniej 50 Hz. Systemy te połączone są czterema konwerterami częstotliwości o łącznej mocy 1500 MW.
W Niemczech, Austrii i Szwajcarii dla potrzeb trakcyjnych zastosowanie ma napięcie o częstotliwości 16,7 Hz.

Częstotliwości w japońskiej sieci energetycznej